# 人馬座矮橢球星系
人馬座矮橢球星系（SagDEG）是以橢圓形環圈環繞銀河系的一個衛星星系，主要的核心部份發現於1994年，直徑大約一萬光年，距離地球大約7萬光年，以距離銀河核心五萬光年（大約是大麥哲倫星系三分之一的距離），穿越銀河極區的軌道繞行銀河系。不可將Sag DEG和Sag DIG混淆，後者是人馬座矮不規則星系，距離地球340萬光年之外的一個小星系。

## 外觀
維吉尼亞大學和麻塞諸塞大學合作的天文物理小組進一步的發現，從2微米全天巡天調查得到的數據，顯露出整個圈狀的結構。2003年，在紅外線望遠鏡和超級電腦的幫助下，史蒂文Majewski，邁克爾Skrutskie和馬丁Weinberg能繪製出完整的星座圖，從大量的背景恆星中區別出人馬座矮橢球星系現在的位置和環圈的形狀，並發現這個小星系和銀河平面近似直角的交會。
雖然它是最接近銀河的伴侶星系之一，在天空中佔有非常大的面積，但從地球觀察，主要的母星團在銀河核心的對面，因而非常黯淡。在1994年，Rodrigo Ibata、麥克·歐文和傑拉德·F·吉爾摩（Gerard F. Gilmore）正式發現時，Sag DEG在發現當時立刻就被認定是離我們最近的鄰居星系。Sag DEG看起來是較老的星系，只有少量的星際塵埃和為數眾多第二星族星，與銀河系比較是較老和缺乏金屬的。
依據他目前的軌跡，人馬座矮橢球星系的主要星團在未來的一億年間將平穩的穿越銀河系的盤面，同時從橢圓體延伸出來的環圈目前已經均勻的環繞著我們所在的銀河系空間，而在盤面上的部分正逐漸被吸收進這個較大的，估計質量是人馬座矮橢球星系一萬倍的銀河中。

### 球狀星團
Sag DEG有4個已知的球狀星團，其中之一的M54，明顯的位於他的核心。它也與"年輕的"球狀星團泰爾讓7、泰爾讓8和Arp 2有動力學上的關聯。另外，帕羅馬12現在也被認為與Sag DEG有所關聯（Cohen 2004, Sbordone et al. 2006），並且Whiting 1也是（Carraro et al. 2007）。

### 金屬性
人馬座矮橢球星系有多種星族的成員，年齡的範圍從最老的球狀星團（150億年）至僅可辨識的只有數千萬年的年輕恆星。它也呈現出年齡與金屬量的關聯性，在最老的球狀星團是貧金屬（[Fe/H]=-1.6 ± 0.1），而最年輕星族中金屬豐度超過太陽的豐度
。

## 幾何形狀
起初，許多天文學家都認為人馬座矮橢球星系已經達到完全被破壞的程度，所以它原有的成員大部分都已經混合在銀河系之中。然而，人馬座矮橢球星系的核心仍然有著鬆散的長橢圓形凝聚著，並且看似在距離銀河核心50,000光年的繞極軌道上運行著。它開始時曾經像是恆星的球，但是在墜入銀河系之前，人馬座矮橢球星系已經在潮汐力的作用下經歷了數億年。數值模擬認為從這個矮星系中剝離的恆星已經沿著它的路徑延伸出長長的星流，隨後也都檢測出來了。
可是，還有些天文學家主張人馬座矮橢球星系在銀河附近的軌道已經有數十億年之久，並且已經環繞銀河數十次。而它依然能保持現在的凝聚張力，暗示有異常高濃度的暗物質在這個星系內。
直到大犬座矮星系被發現之前，也就是在2003年之前，它都被認為是除了銀河系之外，最靠近地球的星系。
在1999年，約翰斯頓等人認為人馬座矮橢球星系至少已經環繞銀河十億年，並且質量也已經降低了2或3個因次。它軌道的銀心距離在1,300,000至1,400,000秒差距之間震盪著，軌道週期在5億5千萬年至7億5千萬年之間，上一次經過近銀心點的時間大約在5,000萬年前。同樣在1999年，Jiang和Binney發現，如果它開始進入銀河盤面的質量大約是1011 M☉的話，它距離進入點已經有20萬秒差距遠。這個模型是依據它的軌道和銀河系的位能，並觀察人馬座矮橢球星系恆星碎片的自行所受到的影響建立的。伯頓和Lockman在1999年發現沒有中性氫的氣體自人馬座矮橢球星系释放出來。

## 外部連結
- （页面存档备份，存于）
- SagDEG（SEDS）
- SagDEG（页面存档备份，存于） at solstation.com